# Diocese of Upper Shire
Die Diocese of Upper Shire (dt.: „Diözese des Oberen Shire“) ist eine der fünfzehn anglikanischen Diözesen der Church of the Province of Central Africa. Als eine von vier Diözesen der Kirche in Malawi entstand sie 2002 aus einer Aufteilung der Diocese of Southern Malawi. 2025 hatte die Dözese 58 Prieste in 41 Parishes (Ortsgemeinden).

## Geschichte
Die Diözese wurde von der Diocese of Southern Malawi abgespalten. Der erste Bischof war Bernard Malango, ein sambischer Bischof, der während seiner Amtszeit auch als Erzbischof von Zentralafrika diente. Die Diözese übernahm einen Großteil der Infrastruktur der Diözese Südmalawi, einschließlich des Diözesansitzes und der Bischofsresidenz in Malosa. Der zweite Bischof, Brighton Vita Malasa, wurde durch die Epikopalsynode der Provinz gewählt, nachdem sechs Abstimmungen auf Diözesanebene nicht die erforderliche Zweidrittelmehrheit erreicht hatten.
Malasas 14-jährige Amtszeit war von erheblichen Kontroversen geprägt. Als einige Mitglieder der Diözese 2019 wegen Machtmissbrauchs und finanzieller Unregelmäßigkeiten Malasas‘ Sturz forderten, rief Malasa die Polizei zu seinen Kritikern innerhalb der Diözese. Später im selben Jahr unterzeichneten 39 von 41 Gemeinden der Diözese eine Petition, in der sie Korruption, Schikanen und „Misswirtschaft“ („maladministration“) vorwarfen und den Rücktritt des Bischofs forderten. Als Reaktion darauf exkommunizierte Malasa 28 Priester und weitere Laien, die sich seinen Entscheidungen widersetzt hatten. Später machte er diese Maßnahme nach Rücksprache mit Erzbischof Albert Chama rückgängig. Die Proteste gegen Malasa dauerten 2020 und 2021 an. Malasa weigerte sich, zurückzutreten, ohne eine Abfindung (severance package) in Höhe von 1 miard. Malawi-Kwacha (1.053.697,48 US-Dollar/2022) zu erhalten.
Im Oktober 2022 exkommunizierte Erzbischof Chama Malasa gemäß Kanonischem Recht, weil dieser sich weigerte, ihn wegen der ihm vorgeworfenen Taten zu treffen, zu denen neben finanziellen Unregelmäßigkeiten auch Ehebruch gehörte. Nach Malasas Exkommunikation und nachdem sich die Diözese nicht auf einen neuen Bischof einigen konnte, wurde der Bischof von Ostsambia, William Mchombo, von der Bischofssynode der Provinz zum dritten Bischof von Upper Shire gewählt. Er wurde am 18. Mai 2024 in der St. Peter und Paul Kathedrale inthronisiert.
Nachdem die Provinz Zentralafrika einzelnen Diözesen im Jahr 2024 die Weihe von Frauen zu Priesterinnen gestattet hatte, bekräftigte die Diözese Upper Shire ihre Politik, nur Männer zu Priestern zu weihen.

## Unternehmungen
Unter Bischof Malasa beteiligte sich die Diözese am von der Gates Foundation finanzierten „Health Population Project“ („Projekt Bevölkerungsgesundheit“) und beging den 25. August 2013 als „einen besonderen Tag, um die Menschen über die Auswirkungen der Überbevölkerung aufzuklären“ („a special day for teaching people on the effects of overpopulation“). Die Diözese betreibt außerdem mehrere Gesundheitseinrichtungen, darunter eine Hochschule für Gesundheitswissenschaften, zwei Krankenhäuser und acht kommunale Gesundheitszentren.
Die Diözese fördert das Pflanzen von Bäumen als Teil ihrer Umweltschutzaktivitäten. Im Jahr 2016 kündigte die Schirmherrin des Beautify Malawi Trust, Gertrude Mutharika, eine Spende von 3,5 Mio. Kwacha (4.874,62 US-Dollar) an die Diözese für ihre Baumpflanzaktivitäten an. Diese Aktivitäten wurden unter Mchombo fortgesetzt, wobei der Schwerpunkt auf der Eindämmung der Faktoren und Auswirkungen des Klimawandels lag.
Seit 2017 betreibt die Diözese gemeinsam mit der römisch-katholischen Diözese Mangochi ein ökumenisches Stipendienprogramm. Finanziert durch ausländische Spender, bietet das Programm Stipendien in Höhe von 600 Euro für Schulgeld, Unterkunft, Verpflegung, Uniform und andere Ausgaben für den Besuch von Internaten für arme Kinder.
Im Jahr 2025 startete die Diözese in 19 Pfarreien ein Sparprogramm, das von der britischen Wohltätigkeitsorganisation Five Talents („Fünf Talente“) finanziert wird. Die Initiative soll Finanzkompetenz vermitteln und die Teilnehmer zur Gründung von Spargruppen ermutigen.

## Bischöfe
| Name                 | Amtszeit  |                                                                                    |
| -------------------- | --------- | ---------------------------------------------------------------------------------- |
| Bernard Malango      | 2002–2007 | Versetzt aus der Diocese of Northern Zambia; zugleich Archbishop of Central Africa |
| Brighton Vita Malasa | 2009–2022 | Exkommuniziert durch die Provincial Episcopal Synod                                |
| William Mchombo      | 2024–     | Versetzt au der Diocese of Eastern Zambia                                          |

## Partnerdiözesen und Partnerschaften
Companion diocese:
- Diocese of Birmingham in der Church of England[20]
- St. John’s Vancouver in der Diocese of Canada der Anglican Church in North America (seit 2003)[14]